# Michel Le Milinaire
Michel Le Milinaire (Kergrist-Moëlou, Francia; 7 de junio de 1931-2 de diciembre de 2023) fue un futbolista y entrenador de fútbol francés que jugó en la posición de centrocampista.

## Carrera

### Jugador
| Periodo   | Club           |
| --------- | -------------- |
| 1949-1950 | CS Rostrenois  |
| 1950-1952 | Stade Briochin |
| 1953-1959 | Laval          |
| 1959-1964 | CA Mayennais   |
| 1964-1966 | Laval II       |

### Entrenador
| Periodo   | Club         |
| --------- | ------------ |
| 1960-1964 | CA Mayennais |
| 1964-1968 | Laval II     |
| 1968-1992 | Laval        |
| 1993-1996 | Rennes       |

## Vida personal
Su hermano André Le Milinaire (1938-2019), fue profesor en letras y secretario federal del Partido Socialista Unificaré de Côtes-du-Nord entre 1969 y 1972.
Michel Le Milinaire era el abuelo de Martin Mimoun, futbolista profesional nacido en 1992 que juega de centrocampista.

## Logros

### Entrenador
- Championnat de France Amateur (1): 1969
- Copa de la Liga de Francia (1): 1984
- Coupe d'été (1): 1982

### Individual
- Entrenador francés del año en 1979 y 1983.
- Entrenador del siglo del Stade Lavallois en 2002.[7]
- Mejor Entrenador de la Ligue 2 en 1975